# Coronida
Coronida is een geslacht van kreeftachtigen uit de klasse van de Malacostraca (hogere kreeftachtigen).

## Soorten
- Coronida bradyi (A. Milne Edwards, 1869)
- Coronida glasselli Manning, 1976
- Coronida schmitti Manning, 1976